# Плешковский сельсовет
Плешковский сельсовет — муниципальное образование со статусом сельского поселения и административно-территориальное образование в Зональном районе Алтайского края России. Административный центр — село Плешково.

## Население
| 1997  | 1998  | 1999  | 2000  | 2001  | 2002  |
| ----- | ----- | ----- | ----- | ----- | ----- |
| 1911  | ↗1937 | ↘1921 | ↗1924 | ↗1937 | ↗1986 |
| 2003  | 2004  | 2005  | 2006  | 2007  | 2008  |
| ↘1957 | ↗1982 | ↘1941 | ↗1979 | ↘1956 | ↘1932 |
| 2009  | 2010  | 2011  | 2012  | 2013  | 2014  |
| ↘1910 | ↘1831 | ↗1832 | ↗1850 | ↗1861 | ↗1865 |
| 2015  | 2016  | 2017  | 2018  | 2019  | 2020  |
| ↘1859 | ↘1848 | ↗1853 | ↗1894 | ↘1845 | ↘1832 |
| 2021  |       |       |       |       |       |
| ↘1807 |       |       |       |       |       |

По результатам Всероссийской переписи населения 2010 года, численность населения муниципального образования составила 1831 человек, в том числе 867 мужчин и 964 женщины. Оценка Росстата на 1 января 2012 года — 1850 человек.

## Населённые пункты
В состав сельского поселения входит 6 населённых пунктов:
- село Берёзовая Роща,
- станция Буланиха,
- посёлок Восход,
- село Плешково,
- посёлок Свекловичный,
- разъезд Уткуль.